# Peter Lim

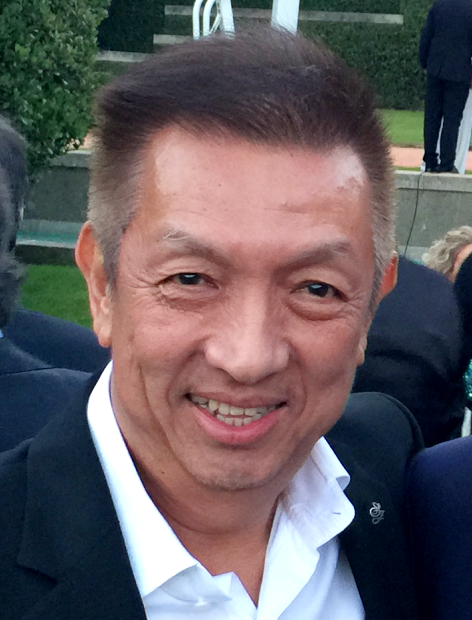
Peter Lim (2016)

Peter Lim (* 1953 in Singapur) ist ein singapurischer Unternehmer und Investor. Lim war einst einer der führenden Börsenmakler Singapurs und ist jetzt ein privater Investor. Er hat in Sektoren von Palmöl bis Medizin investiert. Er ist außerdem der Besitzer des spanischen Fußballklubs FC Valencia und besitzt 40 % der Anteile an dem englischen Fußballklub Salford City. Im Januar 2020 wurde sein Vermögen von Forbes auf ca. 2,1 Milliarden US-Dollar geschätzt, womit er zu den reichsten Singapurern gehört.

## Biografie
Der Sohn eines Fischhändlers wuchs zusammen mit seinen sieben Geschwistern in einer Sozialwohnung mit zwei Schlafzimmern in der Siedlung Bukit Ho Swee von Singapur auf, welche damals als eine der ärmsten und gefährlichsten Gegenden der Stadt galt. Lim schloss seine Sekundarschulausbildung an der Raffles Institution ab. Nachdem er seinen Wehrdienst absolviert hatte, zog er nach Perth, um an der University of Western Australia zu studieren. Um seine Universitätsausbildung zu finanzieren, arbeitete Lim nebenbei als Taxifahrer, Koch und Kellner. Er hat einen Abschluss in Buchhaltung und Finanzen und war zunächst als Buchhalter tätig. Er war Steuerberater, bevor er Aktienhändler wurde.
In den frühen neunziger Jahren investierte Lim rund 10 Millionen US-Dollar in das junge Palmölunternehmen Wilmar International, welches heute eines der größten Agrarkonzerne Asiens ist. Daneben tätigte Lim verschiedene weitere erfolgreiche Investments. Lim gab 1996 das Maklergeschäft auf und wurde ein privater Investor. Er konnte der Asienkrise von 1998 entkommen, da er die meisten seiner Aktien verkauft hatte und Bargeld hielt. Im Jahr 2010 verkaufte er seine Anteile an Wilmar International für 1,5 Milliarden US-Dollar, als sich die Rohstoffpreise gerade auf dem Höhepunkt befanden. 2014 kaufte Peter Lim den FC Valencia für eine Summe von 100 Millionen Euro. Seine Entscheidungen in der Vereinsführung wurden allerdings von Fans des Klubs kritisiert. Dazu gehörte die Entlassung des beliebten Trainers Marcelino García 2019.
Neben seiner Tätigkeit als Investor verfolgt Lim verschiedene philanthropische Aktivitäten. Im Juni 2010 rief Lim die Singapore Olympic Foundation (SOF) das SOF-Peter Lim-Stipendium mit einer Spende in Höhe von 10 Millionen Singapur-Dollar ins Leben. Das Geschenk ist die größte Einzelspende in Singapur für die Sportentwicklung. 2019 tätigte er eine weitere Spende in derselben Höhe. 2014 schenkte Lim der Nanyang Technological University 3 Millionen US-Dollar, um eine Professur für Friedensstudien an der S. Rajaratnam School of International Studies zum Schutz und zur Förderung der interkonfessionelle Harmonie in Singapur zu finanzieren.
Lim ist Vater zweier Kinder, welche er mit seiner ehemaligen Frau Teo Geok Fong hat, von der er inzwischen geschieden ist.